# Septième génération (sociologie)
La septième génération est une valeur Haudenosaunee qui incite à prendre en compte sept générations en toute décision collective, sans s'en tenir à l'intérêt des contemporains ou de leurs enfants. La valeur prend en considération ceux qui ne sont pas encore nés mais qui hériteront du monde,,.